# 1608 en musique classique
| \| • Retour à la chronologie générale de la musique classique • \| |
| Grèce • Rome • Haut Moyen Âge • VIIIe siècle • IXe siècle • Xe siècle • XIe siècle XIIe siècle • XIIIe siècle • XIVe siècle • XVe siècle • XVIe siècle • XVIIe siècle XVIIIe siècle • XIXe siècle • XXe siècle • XXIe siècle |
| • Retour à la chronologie générale de la musique classique • |

| Années en musique classique : 1605 - 1606 - 1607 - 1608 - 1609 - 1610 - 1611    |
| Décennies en musique classique : 1570 - 1580 - 1590 - 1600 - 1610 - 1620 - 1630 |

## Événements
- février : Caterina Martinelli crée le rôle-titre de la Dafne de Marco da Gagliano avec le ténor et compositeur Francesco Rasi (1574-1621), qui tient le rôle d’Apollon et Antonio Brandi, dit le Brandino, contralto florentin, dans le rôle de Tirsi.
- 26 mai : création de L'Arianna de Claudio Monteverdi.
- 4 juin : création de La Mascherata dell'ingrate de Claudio Monteverdi, publiée en 1638 sous le nom de Ballo delle Ingrate.
- Airs de différents auteurs, de Gabriel Bataille.
- les Cantiones laïques pour trois voix du compositeur et un organiste danois Truid Aagesen sont publiées à Hambourg.
- Girolamo Frescobaldi devient l'organiste appointé de Saint-Pierre de Rome.

## Décès
- 7 mars : Caterina Martinelli, cantatrice italienne, morte à 18 ans (° 1590).
- 25 juillet : Pomponio Nenna, compositeur napolitain (° 13 juin 1556).
- 17 octobre : Luca Bati, organiste et compositeur italien (° 1546).
- 26 octobre : Philipp Nicolai, pasteur luthérien, poète et compositeur allemand (° 10 août 1556).
- 17 décembre : Simone Verovio, éditeur de musique actif à Rome (° c. 1555).